# Vresse-sur-Semois
Vresse-sur-Semois este o comună francofonă din regiunea Valonia din Belgia. Comuna Vresse-sur-Semois este formată din localitățile Vresse-sur-Semois, Alle, Bagimont, Bohan, Chairière, Laforêt, Membre, Mouzaive, Nafraiture, Orchimont, Pussemange și Sugny. Suprafața sa totală este de 101,04 km². La 1 ianuarie 2008 comuna avea o populație totală de 2.801 locuitori. 